# Saint Croix (dopływ Zatoki Fundy)
Saint Croix – rzeka w Ameryce Północnej, którą przebiega granica międzypaństwowa między amerykańskim stanem Maine a kanadyjską prowincją Nowy Brunszwik.
Rzeka liczy 121 km długości. Jej źródła znajdują się na terenie jezior Chiputneticook. W przeważającej części rzeka płynie w kierunku południowym i południowo-wschodnim, aż do ujścia do zatoki Passamaquoddy, stanowiącej część większej zatoki Fundy. 
Głównymi miejscowościami położonymi nad Saint Croix są Calais po stronie amerykańskiej i St. Stephen po stronie kanadyjskiej. W ich okolicy na rzece znajduje się elektrownia wodna.
Nazwa rzeki, oznaczająca w języku francuskim „święty krzyż”, została jej nadana przez Jacques’a Cartiera, który dotarł do niej 14 września 1565 roku, w dniu Podwyższenia Krzyża Świętego.